# 裸设备
在计算机领域，特别是类Unix系统中，裸设备是一种特殊类型的块设备文件，允许以直接访问硬盘的方式访问一个存储设备，而不经过操作系统的高速缓存和缓冲器（尽管可能仍旧使用硬件高速缓存）。应用程序如数据库管理系统可能直接使用裸设备，使它们能自行管理数据的缓存方式，而不将这些任务交给操作系统。
在FreeBSD系统中，所有的块设备实际都是裸设备。为了简化缓存的管理以及增强可测量性和性能，FreeBSD 4.0中停止了对非裸设备的支持。
在Linux中，裸设备则被反对并列入了移除计划，可以通过使用O_DIRECT标志来替代。为了代替访问裸设备文件，应用程序可以（且必须）启用O_DIRECT标志来访问一个文件，且高速缓存将被禁用。由于现在裸设备仍然有一定用户群且仍有一些应用程序没有对O_DIRECT的支持，有关在Linux内核中将裸设备移除仍然是一个有争议的话题。裸设备是一种设备文件系统(major number 162)。Linux为裸设备预留了(i.e. 0)，通常情况可以在/dev/rawctl找到它。有人主张，裸设备技术可以将一个裸设备绑定至一个已有的块设备。“已有的块设备”可能是Linux所能支持的所有类型接口的磁盘或CD-ROM/DVD。(如IDE/ATA或SCSI)